# Fourmi (métro de Lausanne)
Pour les articles homonymes, voir Fourmi (homonymie).
Fourmi est une station de métro de la ligne M2 du métro de Lausanne, située route de Berne dans le quartier Sallaz/Vennes/Séchaud, à Lausanne, capitale du canton de Vaud. Elle dessert notamment l'Administration cantonale des impôts.
Mise en service en 2008, elle a été conçue par le cabinet d'architecture CCHE Architectes.
C'est une station, équipée d'ascenseurs, qui est accessible aux personnes à mobilité réduite.

## Situation sur le réseau
Établie à 651 mètres d'altitude, la station Fourmi établie, en souterrain à une profondeur de −25 mètres, au point kilométrique (PK) 4,920 de la ligne M2 du métro de Lausanne, entre les stations Sallaz (direction Ouchy-Olympique) et  Vennes (direction Croisettes).

## Histoire
Comme toute la partie nord de la ligne, les travaux de construction de la station débutent en 2004 et elle est mise en service le 27 octobre 2008, lors de l'ouverture à l'exploitation de la ligne M2. Son nom a pour origine le chemin de la Fourmi qui débouche sur la route de Berne à hauteur de la station. Elle est réalisée par le cabinet d'architecture CCHE Architectes, qui ont dessiné une station souterraine, l'une des plus profondes avec Ours, sur deux niveaux communiquant par une mezzanine surplombant les voies, les accès en surface ne s'effectuant que d'un seul côté de la route par un grand puits. Le projet initial prévoyait de construire la station à faible profondeur, mais les contraintes sur la circulation routière et le coût exorbitant de l'ouvrage ont poussé les ingénieurs à la construire dans un tunnel profond.
En 2012, elle était la quatorzième et dernière station la plus fréquentée de la ligne, avec 388 000 voyageurs ayant transité par la station, et l'une des moins fréquentées avec Vennes et Jordils.

## Service des voyageurs

### Accès et accueil
La station est construite à vingt-cinq mètres de profondeur et est accessible par un unique édicule, comprenant deux ascenseurs et les escaliers, donnant accès au quai direction Croisettes ou à la mezzanine surplombant les voies et donnant accès au quai direction Ouchy-Olympique, qui possède son propre ascenseur. Cette configuration ne nécessite pas d'escaliers mécaniques et lui permet d'être accessible aux personnes à mobilité réduite. Elle dispose de deux quais, équipés de portes palières, encadrant les deux voies.

### Desserte
La station Fourmi est desservie tous les jours de la semaine, la ligne fonctionnant de 5 h 15 à 0 h 45 du matin (1 h du matin les vendredis et samedis soir) environ, par l'ensemble des circulations qui parcourent l'intégralité de la ligne. Les fréquences varient entre 4 et 7,5 minutes selon le jour de la semaine,. La station est fermée en dehors des heures de service de la ligne.

### Intermodalité
La station n'est desservie par aucune autre ligne de transport en commun.